# Condado de McCulloch
O Condado de McCulloch é um dos 254 condados do estado norte-americano do Texas. A sede do condado é Brady, e sua maior cidade é Brady.
O condado possui uma área de 2 780 km² (dos quais 10 km² estão cobertos por água), uma população de 8 205 habitantes, e uma densidade populacional de 3 hab/km² (segundo o censo nacional de 2000).
O condado foi criado em 1856.